# Gabriela Crețu
Gabriela Crețu (n. 16 ianuarie 1965, Târgu Frumos, România) este o politiciană română, membră a Parlamentului României și a Partidului Social Democrat (PSD), parte a Partidului Socialiștilor Europeni. A fost aleasă pentru Camera Deputaților din România pentru județul Vaslui în alegerile parlamentare din 2004. A devenit membră a Parlamentului European pe 1 ianuarie 2007, odată cu intrarea României în Uniunea Europeană. În prezent, este președinta Comisiei pentru Afaceri Europene a Senatului României.
Conform biografiei sale oficiale, Gabriela Crețu a fost membru al PCR în perioada 1984 - 1989.
În legislatura 2004-2008, Gabriela Crețu a fost membru în grupurile parlamentare de prietenie cu Republica Populară Chineză, Republica Socialistă Vietnam și Regatul Danemarcei. În legislatura 2012-2016, Gabriela Crețu a fost membru în grupurile parlamentare de prietenie Republica Cuba și Republica Argentina iar în legislatura 2016-2020 este membru în grupurile parlamentare de prietenie cu Regatul Spaniei, Regatul Belgiei și Republica Arabă Egipt.    

## Biografie
Gabriela Crețu s-a născut la Târgu Frumos în anul 1965.

## Contribuții politice
Gabriela Crețu este prima politiciană română care a realizat un proiect politic destinat femeilor.